# Hydrometra stagnorum
Hydrometra stagnorum е вид водно насекомо от семейство Hydrometridae.

## Външен вид
Силно издължено, почти черно тяло с дължина 8 – 12 mm, като женските са по-големи. Главата е много дълга, очите са разположени на една трета от основата ѝ. Най-често са с къси надкрилия, но се срещат и форми с дълги надкрилия.

### Подобни видове
Характерната дълга глава го прави лесен за разпознаване. В Европа и България може да се сбърка само с родствения вид Hydrometra gracilenta, при който очите са разположени малко по-напред на главата.

## Разпространение
Видът е разпространен в почти цяла Европа (включително България), без най-северните ѝ части; в северозападна Африка и западна Азия.

## Местообитание
Обитава повърхността на стоящи или бавнотечащи водоеми, обикновено там където има растителност. Може да се срещне и по скали и кал край водоемите.

## Начин на живот
Храни се с малки насекоми и вилоскачки попаднали на повърхността на водата, като изсмуква вътрешностите им с хоботчето си наречено рострум. Женската снася единични яйца прикрепени най-често към стъблата на растения, близо до повърхността на водата. Презимуват възрастните насекоми.

## Систематика
Таксонът е описан за пръв път от Карл Линей през 1758 година.